# Мунтень (Біхор)
Мунтень, Мунтені (рум. Munteni) — село у повіті Біхор в Румунії. Входить до складу комуни Булз.
Село розташоване на відстані 378 км на північний захід від Бухареста, 62 км на схід від Ораді, 69 км на захід від Клуж-Напоки.

## Населення
За даними перепису населення 2002 року у селі проживали 595 осіб, з них 593 особи (99,7%) румунів. Рідною мовою 593 особи (99,7%) назвали румунську.